# Riširi (sopka)
Riširi (japonsky 利尻山,  Riširi-san) je název v současnosti neaktivního stratovulkánu, nacházejícího se na ostrově stejného jména asi 20 km západně od severního pobřeží Hokkaida. Stáří sopky se odhaduje na 200 000 let, poslední větší vulkanická činnost se odehrála před cca 37 000 lety (absolutně poslední projev vulkanismu má několik tisíc let). Masiv sopky je tvořen převážně bazalty, ale někdy se vyskytují i andezity a ryolity.